# Мария-Мануела Португалска
Мария-Мануела Португалска (1527 – 1545) е португалска инфанта и първа съпруга на бъдещия испански крал Филип II.

## Произход и образование
Мария-Мануела е родена на 15 октомври 1527 г. в Коимбра, Португалия. Тя е най-възрастната дъщеря на португалския крал Жуау III и Катерина Хабсбург (1507 – 1578).
Образованието и е силно повлияно от дълбока религиозност и преданост към църковните тайнства от майка ѝ, в съчетание с високите очаквания, които имат в това, че като на единствена дъщеря на португалския крал ще има престижен брак, който да е достоен за най-високите родствени изисквания. Именно поради тази причина, че кралица Катерина Хабсбург убеждава съпруга си, Жуау III, да приеме предложението на Карл V и даде ръката на инфантата на неговия наследник, бъдещия Филип II.

## Брак
На 15 ноември 1543 Мария-Мануела се омъжва за първия си братовчед Филип Испански, принц на Астуриите и бъдещ крал. След сватбата си тя получава титлата „принцеса на Астуриите“. Тази сватба е сред "най-забележителните, състояли се между първенци в Испания; с лукс, показност и ястия, които се предлагат. От началото на подготовката се създава церемонията „pomposo“, в която са изпълнени".
Мария-Мануела ражда на Филип бъдещия наследник на испанския престол – Дон Карлос Испански, на 8 юли 1545 г. и умира 4 дни по-късно – на 12 юли 1545 г. във Валядолид, Испания.
Тъй като умира 10 години, преди Филип да заеме испанския престол, Мария-Мануела никога не е носила титлата „кралица на Испания“.
- Съпругът Филип,
 худ. Алонсо Куельо
- Синът – дон Карлос,
худ. Алонсо Куельо